# Lepidopyga
A Lepidopyga a madarak (Aves) osztályának a sarlósfecske-alakúak (Apodiformes) rendjéhez, ezen belül a kolibrifélék (Trochilidae) családjához tartozó nem.

## Rendszerezésük
A nemet Carl Reichenbach írta le 1855-ben, az alábbi 3 faj tartozott ide:
- Lepidopyga coeruleogularis vagy Chrysuronia coeruleogularis
- Lepidopyga lilliae vagy Chrysuronia lilliae
- Lepidopyga goudoti vagy Chrysuronia goudoti